# Szymki (obwód grodzieński)
Szymki (biał. Шымкі; ros. Шимки) – wieś na Białorusi, w obwodzie grodzieńskim, w rejonie mostowskim, w sielsowiecie Kuryłowicze, nad Szczarą. Leżą na terenie Rezerwatu Krajobrazowego Puszcza Lipiczańska.
W dwudziestoleciu międzywojennym leżały w Polsce, w województwie nowogródzkim, powiecie szczuczyńskim (do 1929 w powiecie lidzkim), w gminie Orla.